# Entgelt-Rahmenabkommen
Entgelt-Rahmenabkommen (ERA) bzw. Entgelt-Rahmentarifverträge (ERA-TV) sind Tarifverträge, die in der Metallindustrie seit Mitte der 2000er Jahre in allen regionalen Tarifgebieten vereinbart werden. Sie haben die früher üblichen getrennten Lohnrahmen- und Gehaltsrahmen-Tarifverträge abgelöst. Für die ehemaligen Gruppen der „Arbeiter“ und „Angestellten“ erfolgt eine einheitliche Eingruppierung in Entgeltgruppen, denen Entgeltbeträge zugeordnet sind. Neben den Regelungen zur Eingruppierung sind in den Entgelt-Rahmentarifverträgen die Engeltgrundsätze und -methoden geregelt (Zeitentgelt und Leistungsentgelt wie z. B. Prämienentgelt und Zielentgelt). Die Entgelt-Rahmentarifverträge werden zwischen den regionalen Bezirksleitungen der IG Metall und den regionalen Arbeitgeberverbänden von Gesamtmetall abgeschlossen.  Ziel bei der erstmaligen Einführung  war es,  die historisch gewachsene Trennung zwischen Arbeitern und Angestellten zu beseitigen, deren Entgelt zu vereinheitlichen und damit eine größere Entgeltgerechtigkeit auch zwischen den Gruppen zu erreichen. Konsequenterweise werden tradierte Vokabeln aufgegeben und durch andere ersetzt. So werden die Begriffe Arbeiter und Angestellter durch den Begriff Beschäftigte ersetzt. Statt Lohn und Gehalt wird der Oberbegriff Entgelt benutzt.
Der erste Entgelt-Rahmentarifvertrag (ERA-TV) wurde am 23. Juni 2003 in Baden-Württemberg zwischen der IG Metall Baden-Württemberg und dem Arbeitgeberverband Südwestmetall erzielt. Die anderen regionalen Tarifgebiete folgten in den Jahren 2003 bis 2005. Der ERA-TV wird in jedem Tarifgebiet (insgesamt 11 verschiedene ERA-Tarifgebiete in Deutschland) spezifisch ausgestaltet.

## Umfang
Das neue Entgelt-Rahmenabkommen betrifft direkt mehr als 1,8 Millionen Arbeitnehmer der Elektro- und Metallindustrie in 3.419 tarifgebundenen Unternehmen (Stand Ende 2017). Das Gesamtvolumen der Löhne und Gehälter beträgt etwa 144 Milliarden Euro über die Umstellungsphase. Dabei sind die Unternehmen nicht berücksichtigt, welche den Tarif anwenden, ohne tarifgebunden zu sein. Angesichts dieser Zahlen hat das ERA richtungsweisenden Charakter. Parallel hat sich auch der Gesetzgeber unter anderem von den Begriffen Arbeiter und Angestellter getrennt sowie die bisher eigenständigen Rentenversicherungen für Angestellte und Arbeiter in der Bundesrentenversicherung zusammengeführt.

## Motivation der Tarifparteien
Die Durchsetzung der 35-Stunden-Woche bei vollem Lohnausgleich bis 1995 war die letzte umfassende Errungenschaft der IGM. Die danach weiter verstärkte Globalisierung führte zu einem umfassenden volkswirtschaftlichen Umbruch, in deren Folge die hohen Arbeitslöhne in Deutschland immer stärker unter Druck gerieten. Die Einführung von ERA ermöglichte unter Gesichtswahrung der Gewerkschaftsseite eine Anpassung des Gehaltsniveau um ca. 2 Tarifstufen zugunsten der Arbeitgeberseite mit dem sich daraus ergebenden Vorteil der mittelfristigen Beschäftigungszahlen in der Metall- und Elektroindustrie.

## Die Ziele des ERA-TV im Einzelnen
Bei der Umsetzung von ERA-TV streben die Tarifparteien zum Teil unterschiedliche Ziele an. Als Vorteile für Arbeitnehmer werden genannt:
- Ein einheitliches, zeitgemäßes Entgeltsystem für Arbeiter und Angestellte: Ziel ist eine einheitliche, vergleichbare, moderne Arbeitsaufgaben umfassende Arbeitsbewertung und eine Bewertung von Belastungen über alle Beschäftigtengruppen hinweg.
- Ein höheres Maß an Entgeltgerechtigkeit:  Gewachsene Entgelt-Ungerechtigkeiten sollen in einem Übergangsprozess – bei erheblichen unterschiedlichen Situationen zwischen den Betrieben – überwunden werden.
- Bewahrung des individuellen Besitzstandes bei gleichzeitiger Wahrung der betrieblichen Kostenneutralität:  In einem Übergangsprozess wird sowohl eine betriebliche Entgeltsumme wie der individuelle Besitzstand gesichert. Bei Beteiligung der Belegschaft kann deren Akzeptanz für den ERA-Prozess sichergestellt werden.
- Starke individuelle und gemeinsame Rechte:  Durch institutionelle Absicherungen mit Hilfe transparenter und begründeter Arbeitsbewertungen sollen Beschäftigte, betriebliche Interessenvertretungen und IG Metall über die Arbeitsbewertung mit entscheiden.
- Arbeitspolitik für gute Arbeit: Für Qualifizierungs- und Arbeitspolitik kann ein Ausgangspunkt gefunden werden.
- Verankerung der Leistungsentgelt-Bestandteile:  In allen Entgelt-Rahmentarifverträgen besteht die Möglichkeit zur Vereinbarung von Zeitentgelt mit Leistungszulage und Leistungsentgelt wie z. B. Prämienentgelt, Standardentgelt und Zielentgelt.

Die IG Metall und die Arbeitgeberverbände verfolgten bei der betrieblichen Einführung der Entgelt-Rahmentarifverträge unterschiedliche Zielsetzungen, die in zahlreichen Betrieben zu nicht unerheblichen Konflikten führten.

## Aufbau der Entgeltstruktur
Der ERA-TV bietet einen einheitlichen Entgeltaufbau für Beschäftigte. Die Elemente des Entgeltaufbaus im Entgeltrahmenabkommen sind:
- Grundentgelt, das sich aus den Anforderungen für die Ausführung der Arbeitsaufgabe ergibt,
- Leistungsentgelt, das die persönliche Leistung im Rahmen der Arbeitsaufgabe widerspiegelt (als prozentualer Aufschlag zum Grundentgelt). Dies können im Zeitentgelt Leistungszulagen sein. Im Leistungsentgelt sind dies die Mehrverdienste im Rahmen vom Prämienentgelt o. ä.
- Belastungsentgelt oder -zulage (nur in einigen Tarifgebieten), die sich aus der Belastungssituation ergibt.

Diese Entgeltbestandteile sind vom ERA-TV direkt beeinflusst. Sie ergeben das persönliche Bruttoentgelt zusammen mit den nicht vom ERA-TV beeinflussten Entgeltbestandteilen, etwa Zuschläge für Nacht- und Feiertagsarbeit, ein vom Betriebsergebnis abhängiges Entgelt oder sonstige außertarifliche Zulagen.

## Grundentgelt
Der Entgeltrahmen für das Grundentgelt ist je nach Bundesland in eine verschiedene Anzahl von Stufen eingeteilt, so hat beispielsweise Bayern 12 Stufen und Baden-Württemberg 17. In welche Stufe die Beschäftigten der Unternehmen zukünftig eingestuft werden, entscheidet sich durch eine Bewertung der Arbeitsaufgabe bzw. des Arbeitsbereiches. Insgesamt gibt es 11 verschiedene ERA Systeme bzw. ERA Tarifverträge in den 21 Tarifregionen der Metall- und Elektro-Industrie in Deutschland. Davon arbeiten 2 Regionen mit dem analytischen Bewertungsverfahren (Baden-Württemberg und Nordrhein-Westfalen) und 9 Regionen mit der summarischen Arbeitsbewertung.
In den Tarifgebieten mit summarischer Arbeitsbewertung erfolgt die Eingruppierung der Beschäftigten anhand der Anforderung der ihnen übertragenden Beschäftigung. Diese Anforderungen sind mit den für diese Tätigkeit erforderlichen Qualifikationsanforderungen beschrieben, z. B. Anlernen, 3-jährige Berufsausbildung, Weiterbildung, Ausbildung als Meister, Bachelor oder Master. Die Entgeltgruppen werden in diesen Tarifgebieten um zusätzliche Entgeltstufen in den jeweiligen Entgelt-Gruppen ergänzt, die zusätzliche Merkmale wie Verantwortung, Flexibilität oder Kooperation beinhalten.
Das Stufenwertzahlverfahren im Tarifgebiet Baden-Württemberg sieht folgende Bewertungsmerkmale vor.
- Wissen und Können:
- Denken: Inwieweit muss der Stelleninhaber mitdenken; vorgegebene Lösungsmuster anwenden, kombinieren oder weiterentwickeln; neue Lösungsmuster entwickeln
- Handlungsspielraum/Verantwortung: Arbeit erfolgt auf Anweisung; Arbeit erfolgt aufgrund allgemeiner Anweisungen; Arbeit erfolgt nach allgemeinen Zielen mit Handlungsspielraum für ein umfassendes Aufgabengebiet.
- Kommunikation: Die Kommunikation beschränkt sich auf das Empfangen von Anweisungen und das Fertigmelden des Auftrages; komplexe Verhandlungen mit unterschiedlichen Zielsetzungen.
- Mitarbeiterführung: Erteilen von Anweisungen unter konstanten Rahmenbedingungen; Mitarbeiter überzeugen, im Rahmen allgemeiner Firmengrundsätze unter sich häufig ändernden Rahmenbedingungen zielführend arbeiten zu wollen.

Im Tarifgebiet Nordrhein-Westfalen ist ein ähnliches Punktebewertungsverfahren vereinbart.

## Zeitentgelt und Leistungsentgelt
In fast allen regionalen Entgelt-Rahmentarifverträgen sind zwei Entgeltgrundsätze vereinbart: Das Zeitengelt und das Leistungsentgelt. (Ausnahme ist das Tarifgebiet Baden-Württemberg. Hier ist nur der Entgeltgrundsatz Leistungsentgelt vereinbart – mit den Entgeltmethoden Beurteilen, Kennzahlenvergleich und Zielvereinbarung. Die Entgeltmethode Beurteilen aus Baden-Württemberg ähnelt dem Zeitentgelt in den anderen Tarifgebieten).

### Zeitentgelt
Im Zeitentgelt hat der Betriebsrat kein Mitbestimmungsrecht über die abgeforderte Leistung – dies wird allein durch das Unternehmen festgelegt. Aufgrund einer subjektiven Beurteilung der Beschäftigten durch ihre Vorgesetzten werden monatliche Leistungszulagen festgelegt. Sie werden in Prozent des jeweiligen Grundentgeltes ausgewiesen. In den regionalen Entgelt-Rahmentarifverträgen gibt es in den Detailregelung Unterschiede, z. B. bei der Höhe der durchschnittlichen Leistungszulage, z. B. 10 % oder 15 % und bei dem Verfahren zur Leistungsbeurteilung.

### Leistungsentgelt
Im Leistungsentgelt hat der Betriebsrat ein Mitbestimmungsrecht über die Höhe der abverlangten Leistung. Rahmenregelungen sind dazu in Betriebsvereinbarungen zu regeln. Im Rahmen des Leistungsentgeltes sind in den regionalen Entgelt-Rahmentarifverträgen unterschiedliche Entgeltmethoden vereinbart, so z. B.: Prämienentgelt, Standardentgelt, Kennzahlenvergleich und Zielentgelt bzw. Zielvereinbarung. Die Verdienste im Leistungsentgelt können schwanken und liegen höher als im Zeitengelt, z. B. bei 20 %.
Die Methoden der Datenermittlung für die Zeitwirtschaft im Leistungsentgelt sind ebenfalls in den Tarifverträgen geregelt. Diese Regelungen müssen bei der betrieblichen Anwendung von Systemen wie REFA oder MTM beachtet werden – die tariflichen Regelungen haben Vorrang.

## Der ERA-TV-Prozess (2003 bis ca. 2008)
Die Tarifvertragsparteien haben mit dem Abschluss des Tarifvertrags zunächst einen betrieblichen Übergangsprozess angestoßen. Hierbei soll die Neubewertung der Arbeitsaufgaben und Belastungen erfolgen. Danach gilt ERA-TV für den Bewertungsprozess infolge sich ändernder Arbeitsaufgaben und Situationen. Für die Einführungsphase wurden zwei zusätzliche Tarifverträge abgeschlossen:
- Einführungstarifvertrag zum ERA-TV (ETV ERA)
- Tarifvertrag ERA-TV-Anpassungsfonds-Tarifvertrag

In diesem Prozess ergeben sich unterschiedliche operative Aufgaben:
- Planung des Übergangsprozesses
- Bewertung der Arbeitsaufgaben durch den Arbeitgeber
  - Überprüfung der Bewertung durch den Betriebsrat
  - Klärung von Konflikten zunächst in einer paritätischen Kommission und danach eventuell vor einer Schiedsstelle.
- Bewertung der Belastungen und
- eventuell Gestaltung von Leistungsentgeltsystemen.

In Betrieben, in denen bei der Umsetzung von ERA eine Neubewertung der Aufgabenbeschreibungen durchgeführt wird, bestimmen neben eindeutig sachlichen Entscheidungskriterien die Kräfteverhältnisse zwischen Arbeitnehmern und Arbeitgebern, wie ERA umgesetzt wird. Das gilt naturgemäß immer dort, wo Interpretationsspielraum besteht und infolgedessen Deutungsmacht bestimmt, welche Interpretationen durchgesetzt werden können. Entsprechend werden sich die Umsetzungen von ERA in Betrieben mit einem hohen Organisationsgrad der Arbeitnehmer unterscheiden von Betrieben, in denen Arbeitnehmer weniger bereit sind, sich gegen zu niedrige Eingruppierungen zur Wehr zu setzen.
Um der Problematik zu entgehen, herabgestuften Arbeitnehmern das Entgelt zu kürzen, wurde vereinbart, deren Entgelt zukünftig bei Tariferhöhungen langsamer ansteigen zu lassen als das anderer. Ähnlich geschieht dies mit Arbeitnehmern, die bisher zu wenig erhielten. Deren Entgelt wird bei Tariferhöhungen überdurchschnittlich angehoben. Im Tarifgebiet Niedersachsen wurde eine dynamische Besitzstandssicherung vereinbart.
Damit die Unternehmen die dafür nötigen Finanzmittel (so genannte ERA-Komponente) zur Verfügung haben, wurde errechnet, dass die Arbeitnehmer auf 2,79 % Tariferhöhungen verzichten müssen. Dies geschah anteilig in den Jahren 2002 und 2003, sodass bereits 1,4 % der ERA-Komponente geleistet wurden. Mit dem Abschluss im Jahre 2004 wurden dann die restlichen 1,39 % vereinbart, so dass seit 1. März 2005 der ERA-Tarifvertrag in den Firmen eingeführt werden konnte.

## Das Tarifvertragswerk des ERA-TV
In jedem Tarifgebiet sind zwei Tarifverträge vereinbart:
- Entgeltrahmen-Tarifvertrag (ERA-TV)
- Entgelt-Tarifvertrag mit den jeweils gültigen Entgeltbeträgen

## ERA-Tarife der IG-Metall  im Bundesvergleich
Das Monatsentgelt bezieht sich in Westdeutschland auf eine 35-Stunden-Woche. In Ost-Deutschland mehrheitlich auf eine 38-Stunden-Woche. In der Tarifrunde 2021 wurde vereinbart, dass Betriebe in Ostdeutschland schrittweise die 35-Stunden-Woche einführen können.
| Tarifgebiet | Gruppen | Eckentgelt | von (% vom Eckentgelt) | bis (% vom Eckentgelt) | Leistungszulagen vom Grundentgelt (Betriebsdurchschnitt) | Belastungszulagen vom Grundentgelt    | Bemerkungen                               |
| --- | ------- | ---------- | ---------------------- | ---------------------- | -------------------------------------------------------- | ------------------------------------- | ----------------------------------------- |
| Baden-Württemberg | 17      | 3.046 €    | 2.254 € (74,0 %)       | 5.680,50 € (186,5 %)   | 0 % bis 30 % (15 %)                                      | 0 % bis 12,5 % der Eckentgeltgruppe   |                                           |
| Bayern | 12      | 2.947 €    | 2.255 € (76,5 %)       | 5.470 € (185,6 %)      | 0 % bis 28 % (14 %)                                      |                                       | „Jahresstufen“ existieren in Gruppe 2–12  |
| Berlin-Brandenburg | 13      | 2.888 €    | 2.253 € (78,0 %)       | 5.660 € (196,0 %)      | (10 %)                                                   | Keine tarifliche Zulage für Belastung | „Jahresstufen“ existieren in Gruppe 3–13  |
| M+E MITTE: Hessen, Rheinland-Rheinhessen, Pfalz, Saarland | 11      | 2.703 €    | 2.271 € (84,0 %)       | 5.271 € (195,0 %)      | mind. 10 %                                               |                                       | „Jahresstufen“ existieren in Gruppe 4–11  |
| Niedersachsen | 13      | 2.936 €    | 2.223 € (75,7 %)       | 5.661 € (192,8 %)      | min. 10 %                                                |                                       | „Jahresstufen“ existieren in Gruppe 2–13  |
| Nordrhein-Westfalen | 14      | 2.883,50   | 2.440,50 (84,6 %)      | 6.281,50 (217,8 %)     | 9–11 %                                                   |                                       | „Jahresstufen“ existieren in Gruppe 12–14 |
| Osnabrück-Emsland | 12      | 2.936 €    | 2.291 € (78,1 %)       | 5.511 € (187,7 %)      | mind. 10 %                                               |                                       | „Jahresstufen“ existieren in Gruppe 1–12  |
| Sachsen | 12      | 2.703 €    | 2.271 € (84,0 %)       | 5.271 € (195,0 %)      | mind. 10 %                                               |                                       | „Jahresstufen“ existieren in Gruppe 1–12  |
| Sachsen-Anhalt | 11      | 2.781 €    | 2.291 € (82,4 %)       | 5.614 € (201,9 %)      | mind. 8 %                                                |                                       | „Jahresstufen“ existieren in Gruppe 1–11  |
| NORDVERBUND: HH, SH, MV, Nordwest. Niedersachsen, Unterweser | 11      | 2.937 €    | 2.393 € (81,5 %)       | 6.034 € (205,4 %)      | (6 %)                                                    |                                       | „Jahresstufen“ existieren in Gruppe 2–11  |
| Thüringen | 12      | 2.703 €    | 2.271 € (84,0 %)       | 5.271 € (195,0 %)      | mind. 10 %                                               |                                       | „Jahresstufen“ existieren in Gruppe 1–12  |
| Die Bezeichnung Eckentgelt wird nur noch von 3 Tarifgebieten offiziell genutzt und ermöglicht – ebenso wie die Entgeltgruppen – keine Vergleiche zwischen den verschiedenen Tarifgebieten (Stand: 1. Juli 2016). |         |            |                        |                        |                                                          |                                       |                                           |

## Geschichte
- 1988: Zwischenschritt bei den Tarifverhandlungen in Baden-Württemberg mit der Verpflichtung, in die Verhandlung über einen ERA-TV einzutreten.
- 1989: Aufnahme der Gespräche über einen ERA-TV.
- 1996: Abbruch der Verhandlungen durch die Arbeitgeber wegen Streitigkeiten über die Schutzfunktion des Tarifvertrags. Nach einigen Monaten erneute Verhandlungsaufnahme.
- 2003: Am 23. Mai 2003 wurde in Hamburg der bundesweit zweite Entgeltrahmen-Tarifvertrag (ERA-TV) zwischen der IG Metall Küste und dem Arbeitgeberverband Nordmetall abgeschlossen.
- 2003: Im September wird das für alle Beschäftigten einheitliche Entgeltsystem in den ersten Unternehmen eingeführt
- 2009: Die ERA-Einführungsphasen sind auch in den letzten Bundesländern abgelaufen. Damit gilt das ERA nunmehr grundsätzlich verbindlich für alle tarifgebundenen Unternehmen der Metall- und Elektroindustrie.
- 2011: Auch in letzten Betrieben, die von der Möglichkeit der Verschiebung des Einführungstermins Gebrauch gemacht haben, ist die Einführung abgeschlossen. (Ausgenommen Bayern: hier konnten die Betriebe die Einführung ohne zeitliche Begrenzung verschieben.)